# バーンズ (オレゴン州)
バーンズ（英語: Burns）はアメリカ合衆国オレゴン州ハーニー郡にある都市であり、同郡の郡庁所在地。
2010年国勢調査によると、人口は2,806人であった。ハーニー郡の面積は州最大で全米でも9位であり、隣のハインズとバーンズに郡の人口の6割が生活している。
バーンズやハインズ周辺には高地砂漠が広がっているが、大昔は水が豊かな土地であったことが地質学調査で明らかになっている。258万年前から1万年前にあたる更新世には、この土地に数多くの湖が形成されており、ハーニー盆地はその時代にこの地域に形成された窪地の中で最大のものである。その北端がバーンズにまで達する古代湖跡は、マルヒュア国立野生動物保護区の中心に位置している。
ここには数千年前から北部パイユート族が狩猟採集を営んでいた。19世紀にヨーロッパ系移民が到着し、牧畜や他の農業が土地利用をしめるようになった。1930年、バーンズの北にある山々での林業のために材木の企業城下町が形成され、それが現在のハインズとなった。また、林業は1990年代まで地元の重要産業であった。21世紀に入ると、林業や牧畜に加えてその他の公的機関が立地するようになった。地元では、渡り鳥祭り、カントリーミュージック祭りなどが毎年開催されている。

## 歴史
人類学者たちはバーンズ周辺で1万年前に人類が生活していたことを示す証拠をいくつか発見している。現在ハーニー郡に居住しているバーンズ・パイユート族はパイユート族のワダティカ・バンドに由来する部族で、かつてはオレゴン中部・南部で狩猟採集生活を営んでいた。「ワダティカ」という名前はマルヒュア湖から採れる「ワダのたね」に由来する。彼らの領域は東西ではカスケード山脈からボイシまで、南北ではブルーマウンテンからスティーンズ山脈に至る14,000平方キロメートル程度であった。しかしその後19世紀に入ると白人入植者との対立によって分散、そのうちの一部がハーニー郡へとたどり着いた。
1930年代、バーンズ・パイユート族はバーンズ近郊の土地を買い取り、部族内選挙を実施するようになった。1960年代後期には独自の憲法と法制度を整備、そして1972年、バーンズ・パイユート族は正式に独立した部族として他の政府組織と交渉できるようになった。彼らはバーンズ北方に310ヘクタールの居留地と、個人資産として4,500ヘクタールの土地を所有している。1991年において部族の人口は約350人、そのうち200人が居留地で生活している。

### 市街地と牧草地

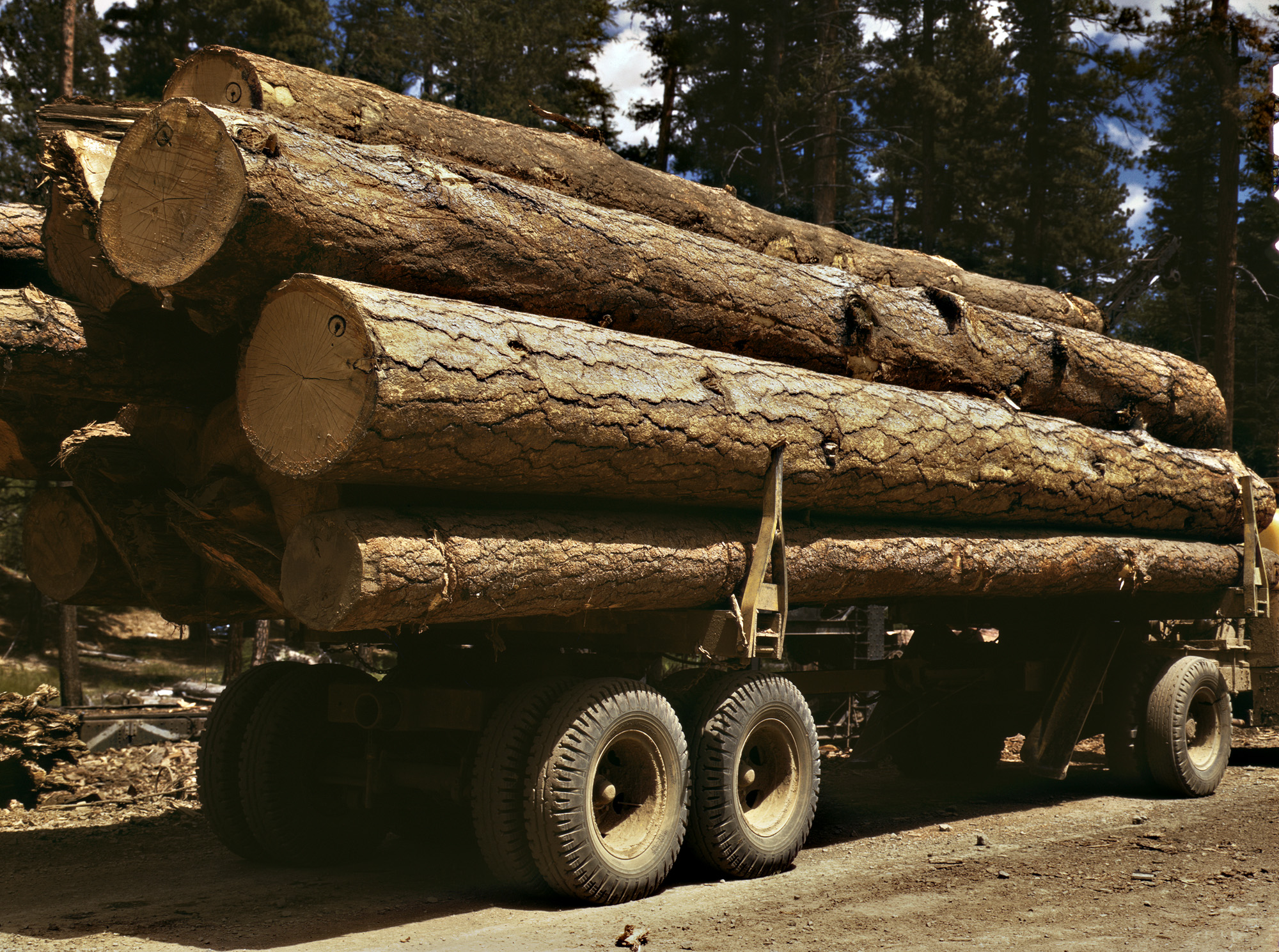
マルール国有林から切り出されるマツ科の丸太

バーンズが設立されたのは1880年代である。その後、1889年にグラント郡の分割によってハーニー郡が創設された際、バーンズも自治体として認められた。初期の入植者、商人、郡長官のジョージ・マクゴワンが話し合い、スコットランドの詩人ロバート・バーンズから町名がつけられた。1891年時点でバーンズには商店、郵便局、ホテルなどが立地していた。マクゴワンは初代郵便局長も務めた。
1920年代には林業と鉱業が発展、多くの人々が入植した。1928年には、エドワード・ハインズ材木会社がグラント郡セネカにおけるブルーマウンテンでの伐採権を林野庁から取得、同社はその後バーンズ-セネカ間84キロメートルにオレゴン・ノースウェスタン鉄道を敷設した。さらに同社社長のエドワード・ハインズは同社の製材所がある企業城下町を形成、1930年にハインズを設立した。その後も林業は長年に渡り地元地域の重要産業であり続けたが、1990年代に木材資源の減少に伴い最後の製材所が閉鎖された。
牧畜も1860年代から始まっており、1877年の砂漠法制定によって大幅に拡大した。この法律では米国西部の乾燥状態、半乾燥状態の公有地の開発を推奨するため、個人が最大640エーカー（260ヘクタール）の土地を開墾、灌漑し耕せば取得できることを認めた。これによって19世紀にハーニー郡では複数の牧場が設立され、そのうちいくつかは21世紀においても存続している。2011年における同郡の農業総利益は8,400万ドルで、そのうち65％が家畜の販売、29%が牧草としてのアルファルファの販売、残りは馬とその他穀物の販売によるものである。

## 地理
バーンズの属するハーニー郡は州最大の面積を有し、その大きさは全米の郡の中でも9位に位置する。郡の面積は1万平方マイル（26,000km²）を越すが、人口は約7,600人しかいない。そのほとんどはバーンズとそこから3kmほど離れた隣町ハインズに住んでいる。2010年におけるバーンズの人口は2,800人、ハインズは1,600人、合計すると4,400人で、これは郡の総人口の6割近くを占める。

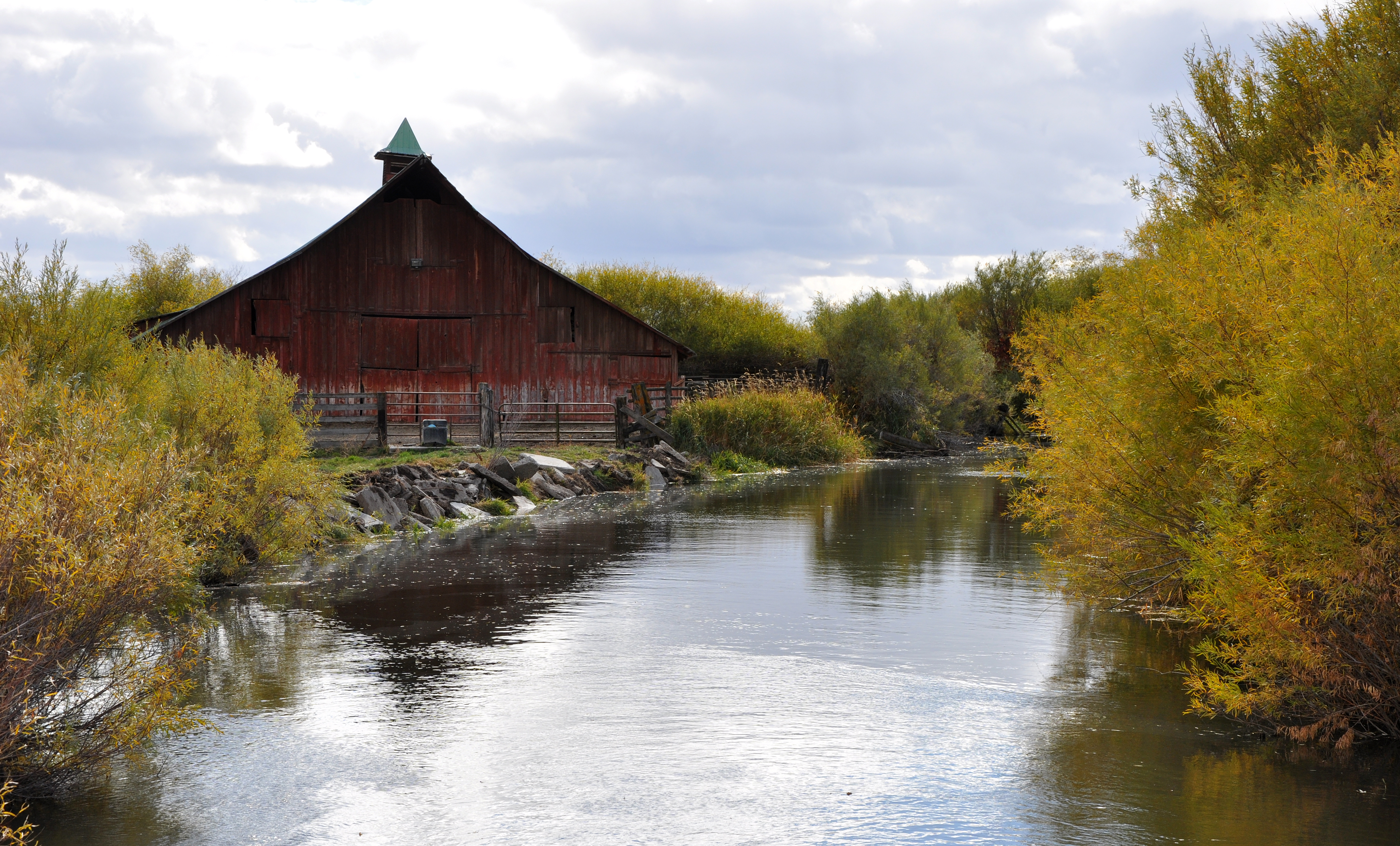
バーンズの東側を流れるシルビー川

バーンズはデシューツ郡ベンドとマルヒュア郡オンタリオとのちょうど中間に位置し、町の中でアメリカ国道20号線と395号線が交差している。また、オレゴン州道78号線もバーンズを通っている。州道205号線も近く、マルヒュア野生動物保護区とバーンズを結んでいる。
アメリカ合衆国国勢調査局によると、町の面積は9.19km²で全て陸域である。

### 地質学的特徴
バーンズはオレゴン州南東部、ハーニー盆地の中心に位置する。この盆地は500万年~1,000万年前の中新世に発生した噴火によって形成された溶岩高地ハイ・ラバ・プレーンズの一部である。北にはハイ・ラバ・プレーンズとブルーマウンテンが広がり、南にはベイスン・アンド・レンジが広がっている。
ベイスン・アンド・レンジには更新世の11,000年前までに形成された浅い窪地が多数あるが、それらにはかつて水が貯まっていたと考えられている。そのうち最大の盆地はハーニー盆地であり、その面積は14,000平方キロメートルに達する。盆地内にはマルヒュア湖、ハーニー湖が含まれており、その面積は2,300平方キロメートルである。これらの湿地はマルヒュア国立野生動物保護区に指定されている。

### 気候
バーンズはケッペンの気候区分によると、ステップ気候（BSk）と湿潤大陸性気候（Dsb）の境目に位置する。平均年間降水日数は99日、その約4分の1が7月、4分の3が1月に降る。平均年間降水量は279ミリで、84センチの積雪を伴う。平均湿度は42%で、7月には21%まで低下するが12月、1月には68%まで上昇する。月平均気温は12月で摂氏-4度、7月で摂氏19度となる。年間で気温が華氏90度（摂氏32度）を越す日は24日、摂氏0度を下回る日は31日、華氏0度（摂氏-18度）を下回る日は11日ある。
1950年1月にアメリカ国立気象局が観測した吹雪は20世紀にオレゴン州で発生した気象災害トップ10に含まれるものであった。これにより、バーンズでは降雪量81センチが記録された。最低気温記録は1939年12月8日の摂氏-34度、最高気温記録は2002年7月12日の摂氏42度である。
| Burns, Oregon (1981–2010 normals, extremes 1939–present)の気候 | Burns, Oregon (1981–2010 normals, extremes 1939–present)の気候 | Burns, Oregon (1981–2010 normals, extremes 1939–present)の気候 | Burns, Oregon (1981–2010 normals, extremes 1939–present)の気候 | Burns, Oregon (1981–2010 normals, extremes 1939–present)の気候 | Burns, Oregon (1981–2010 normals, extremes 1939–present)の気候 | Burns, Oregon (1981–2010 normals, extremes 1939–present)の気候 | Burns, Oregon (1981–2010 normals, extremes 1939–present)の気候 | Burns, Oregon (1981–2010 normals, extremes 1939–present)の気候 | Burns, Oregon (1981–2010 normals, extremes 1939–present)の気候 | Burns, Oregon (1981–2010 normals, extremes 1939–present)の気候 | Burns, Oregon (1981–2010 normals, extremes 1939–present)の気候 | Burns, Oregon (1981–2010 normals, extremes 1939–present)の気候 | Burns, Oregon (1981–2010 normals, extremes 1939–present)の気候 |
| 月                                                             | 1月                                                            | 2月                                                            | 3月                                                            | 4月                                                            | 5月                                                            | 6月                                                            | 7月                                                            | 8月                                                            | 9月                                                            | 10月                                                           | 11月                                                           | 12月                                                           | 年                                                             |
| -------------------------------------------------------------- | -------------------------------------------------------------- | -------------------------------------------------------------- | -------------------------------------------------------------- | -------------------------------------------------------------- | -------------------------------------------------------------- | -------------------------------------------------------------- | -------------------------------------------------------------- | -------------------------------------------------------------- | -------------------------------------------------------------- | -------------------------------------------------------------- | -------------------------------------------------------------- | -------------------------------------------------------------- | -------------------------------------------------------------- |
| 最高気温記録 °F （°C）                                         | 58 (14)                                                        | 67 (19)                                                        | 76 (24)                                                        | 86 (30)                                                        | 94 (34)                                                        | 102 (39)                                                       | 107 (42)                                                       | 103 (39)                                                       | 100 (38)                                                       | 91 (33)                                                        | 71 (22)                                                        | 61 (16)                                                        | 107 (42)                                                       |
| 平均最高気温 °F （°C）                                         | 34.8 (1.6)                                                     | 39.3 (4.1)                                                     | 49.3 (9.6)                                                     | 57.1 (13.9)                                                    | 66.1 (18.9)                                                    | 75.0 (23.9)                                                    | 85.9 (29.9)                                                    | 84.8 (29.3)                                                    | 75.5 (24.2)                                                    | 61.8 (16.6)                                                    | 45.1 (7.3)                                                     | 34.3 (1.3)                                                     | 59.2 (15.1)                                                    |
| 平均最低気温 °F （°C）                                         | 14.8 (−9.6)                                                    | 18.2 (−7.7)                                                    | 25.4 (−3.7)                                                    | 29.2 (−1.6)                                                    | 36.4 (2.4)                                                     | 41.8 (5.4)                                                     | 47.4 (8.6)                                                     | 44.9 (7.2)                                                     | 36.3 (2.4)                                                     | 27.5 (−2.5)                                                    | 21.5 (−5.8)                                                    | 14.0 (−10)                                                     | 29.8 (−1.2)                                                    |
| 最低気温記録 °F （°C）                                         | −27 (−33)                                                      | −28 (−33)                                                      | −14 (−26)                                                      | 10 (−12)                                                       | 13 (−11)                                                       | 21 (−6)                                                        | 25 (−4)                                                        | 22 (−6)                                                        | 17 (−8)                                                        | −7 (−22)                                                       | −17 (−27)                                                      | −30 (−34)                                                      | −30 (−34)                                                      |
| 降水量 inch （mm）                                             | 1.19 (30.2)                                                    | 1.02 (25.9)                                                    | 1.09 (27.7)                                                    | 0.93 (23.6)                                                    | 1.23 (31.2)                                                    | 0.76 (19.3)                                                    | 0.40 (10.2)                                                    | 0.36 (9.1)                                                     | 0.44 (11.2)                                                    | 0.78 (19.8)                                                    | 1.17 (29.7)                                                    | 1.55 (39.4)                                                    | 10.92 (277.4)                                                  |
| 降雪量 inch （cm）                                             | 5.6 (14.2)                                                     | 6.7 (17)                                                       | 3.8 (9.7)                                                      | 0.7 (1.8)                                                      | 0.2 (0.5)                                                      | 0 (0)                                                          | 0 (0)                                                          | 0 (0)                                                          | 0 (0)                                                          | 0.4 (1)                                                        | 6.0 (15.2)                                                     | 10.6 (26.9)                                                    | 34.0 (86.4)                                                    |
| 平均降水日数 （≥0.01 in）                                      | 10.5                                                           | 9.8                                                            | 11.0                                                           | 9.3                                                            | 9.1                                                            | 5.8                                                            | 2.9                                                            | 3.2                                                            | 3.5                                                            | 6.0                                                            | 11.1                                                           | 11.4                                                           | 93.6                                                           |
| 平均降雪日数 （≥0.1 in）                                       | 6.0                                                            | 5.6                                                            | 4.3                                                            | 1.4                                                            | 0.4                                                            | 0                                                              | 0                                                              | 0                                                              | 0                                                              | 0.8                                                            | 5.3                                                            | 7.3                                                            | 31.1                                                           |
| 出典：NOAA                                                     |                                                                |                                                                |                                                                |                                                                |                                                                |                                                                |                                                                |                                                                |                                                                |                                                                |                                                                |                                                                |                                                                |

## 人口動静
以下は2010年国勢調査に基づく。
| 基礎データ - 人口：2,806人 - 世帯数：1,280世帯 - 家族数：720家族 - 人口密度：305.2人/km² - 住居数：1,490軒 - 住居密度：162.0軒/km² 人種別人口構成 - 白人：92.2% - アフリカン・アメリカン：0.3% - ネイティブ・アメリカン：2.6% - アジア人：0.7% - その他：0.7% - 混血：3.3% - ヒスパニック・ラテン系：4.7% 世帯と家族 - 18歳未満の子供がいる: 24.4% - 結婚・同居している世帯: 40.6% - 未婚・離婚女性が世帯主である世帯: 11.5% - 未婚・離婚男性が世帯主である世帯: 4.1% - 非家族世帯: 43.8% - 単身世帯: 36.9% - 65歳以上の老人1人暮らし: 13.9% - 平均構成人数 - 世帯: 2.13人 - 家族: 2.77人 | 年齢別人口構成 - 18歳未満：21.5% - 18歳-24歳：8.7% - 25歳-44歳：20.3% - 45歳-64歳：30.7% - 65歳以上：18.9% - 年齢の中央値：44.5歳 - 男女比 - 男性：51.2% - 女性：48.8% 収入と家計 - 収入の中央値 - 世帯: 32,877米ドル - 家族: 42,885米ドル - 人口1人あたり収入: 19,567米ドル - 貧困線以下 - 対人口: 20.0% - 女性：19.6% |

## 芸術と文化

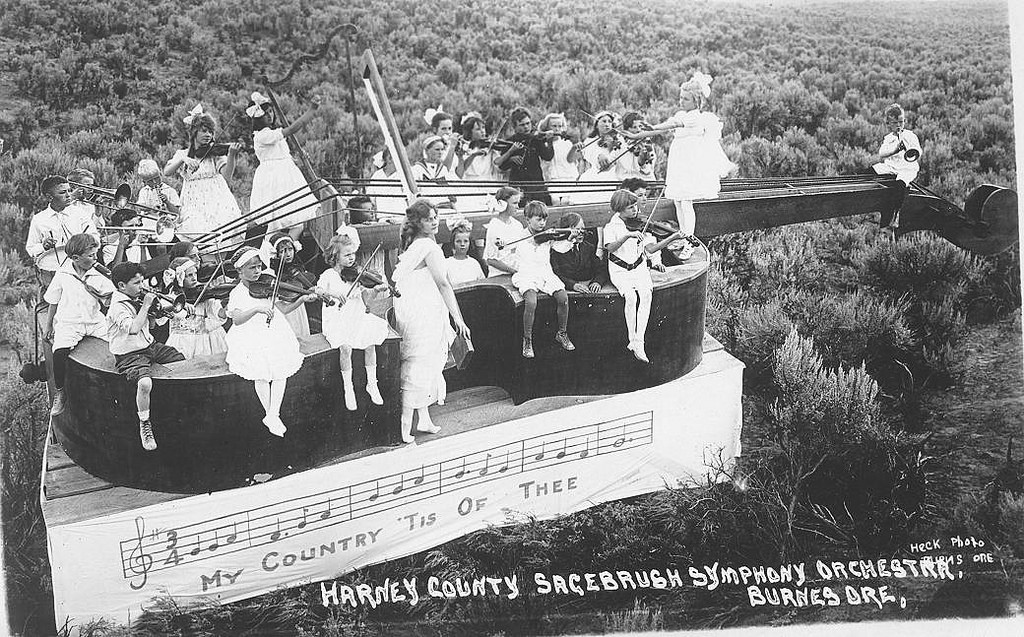
1915年頃のセイジブラッシュ交響楽団

ハーニー郡芸術教育財団（HCAEF）が地元の音楽教育、舞台芸術支援のために活動している。財団は600席の劇場、美術館、映画スタジオなどの施設を設立するために資金集めをしている。セイジブラッシュ交響楽団として発足したポートランド・ユース・フィルハーモニーも財団からの支援を受けている。
この地には250種類の渡り鳥が多く訪れるため、毎年4月にはジョン・スカーフ渡り鳥フェスティバル＆アートショーというイベントが開催される。ジョン・スカーフはマルヒュア国立野生動物保護区の前長官であり、このイベントの際には湿地の体験ツアーや野鳥観察なども実施される。

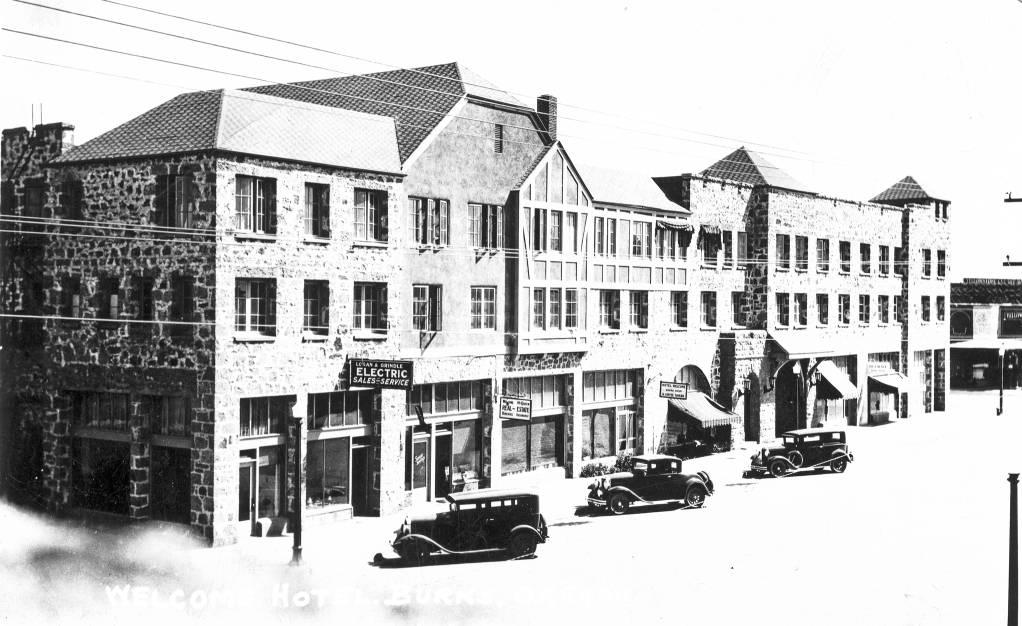
バーンズにあったウェルカムホテル、1930年撮影。こののち1939年に焼失した。

また、6月には地元楽団のハイデザート・フィドラーズがカントリーミュージック・ジャンボリーを開催する。
ハーニー・カウンティ・フェアは毎年9月に開催されるイベント。1週間に渡ってロデオやカーニバル、競馬、パレードなどが開催される。4Hクラブなどが資金を提供している。
ハーニー郡歴史博物館は1960年に設立された博物館で、地元の写真や文書などを収集、展示している。

## 政治

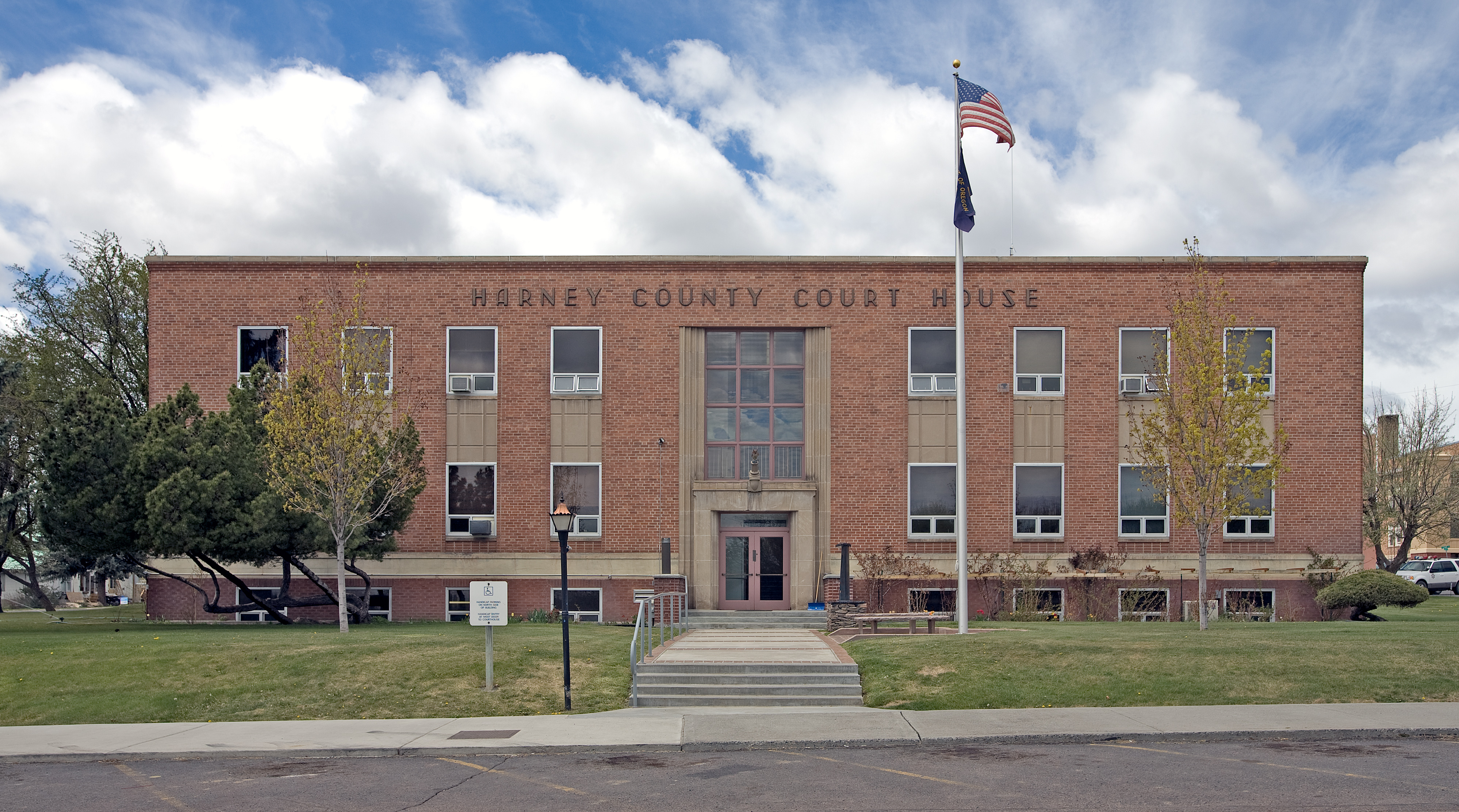
ハーニー郡庁舎

バーンズは市長-市会政を採用し、首長と議会を共に選挙で選んでいる。市会議員のジェリー・ウッドフィンが現在の市長である。正職員4名と局長1名で構成される公共事業局が上下水道と街路の維持管理を行う。警察署には署長、事務員、3名の警察官が勤務し、ハインズとバーンズを管轄している。市職員にはシティ・マネジャー、事務員、市裁判所裁判官なども含まれている。
バーンズ・パイユート族居住区事務所はバーンズの北西に位置する。彼らは独自の警察、裁判所、医療施設などを保有し、コミュニティセンターに包括している。
ハーニー郡庁もバーンズに位置する。郡庁では裁判官2名、上級職員2名、事務員、財政職員、地区弁護士、仲裁官、郡保安官、巡回裁判所裁判官が勤務している。
2012年大統領選挙では、ハーニー郡の有権者は73%が共和党候補のミット・ロムニーに投票、23%が民主党候補のバラク・オバマに投票した。連邦議会第2選挙区では、共和党候補のグレッグ・ウォルデンが83%を獲得した。また、2016年大統領選挙では、ドナルド・トランプが73%、ヒラリー・クリントンが17%を獲得した。

## 教育
ハーニー第3公立学区がバーンズとハインズで教育を管轄し、ヘンリー・L・スレーター小学校、ハインズ中学校、バーンズ高等学校が運営されている。また、シルヴィー・リバー・チャーター・スクールの運営も行っており、就学前教育から小学2年生までのホームスクールプログラムと、より上級の生徒に対するオンラインカリキュラムを提供している。
ハーニー郡図書館は1903年に12冊で創設されたレディーズ・アフタヌーン・クラブを前身とし、2013年現在では蔵書数3万冊にまで成長した。また、図書館では本、雑誌、新聞、オーディオブック、ビデオ、DVDなどの資料と図書館間相互貸借へのアクセスに加え、コンピューターやインターネット、視聴覚室、会議室、公共プログラムも提供している。

## メディア
週刊紙バーンズ・タイムズ・ヘラルドが町唯一の新聞である。
2006年、タイムズ・ヘラルド社の職員5名がサバイバル・メディアLLCを設立、州外のオーナーから経営権を買収した。サバイバル・メディア社によると、これがオレゴン州内で職員による新聞買収の初めての事例である。KSQB(92.7 FM)、KYQT(1230 AM)の2つの商業ラジオ局がバーンズで放送している。

## インフラ

### 交通
バーンズ市営空港がゼネラル・アビエーションサービスを提供している。この空港は町の東10kmの位置にあり、1,600mの滑走路が1本設置されている。また、ポニー・エキスプレス社が旅客サービスを提供している。
オレゴン公営高速バス（POINT）が高速バスをベンド、オンタリオ間で運行している。このバスはバリアフリー仕様となっており、定員は20名、貨物輸送にも利用することができる。

### 医療

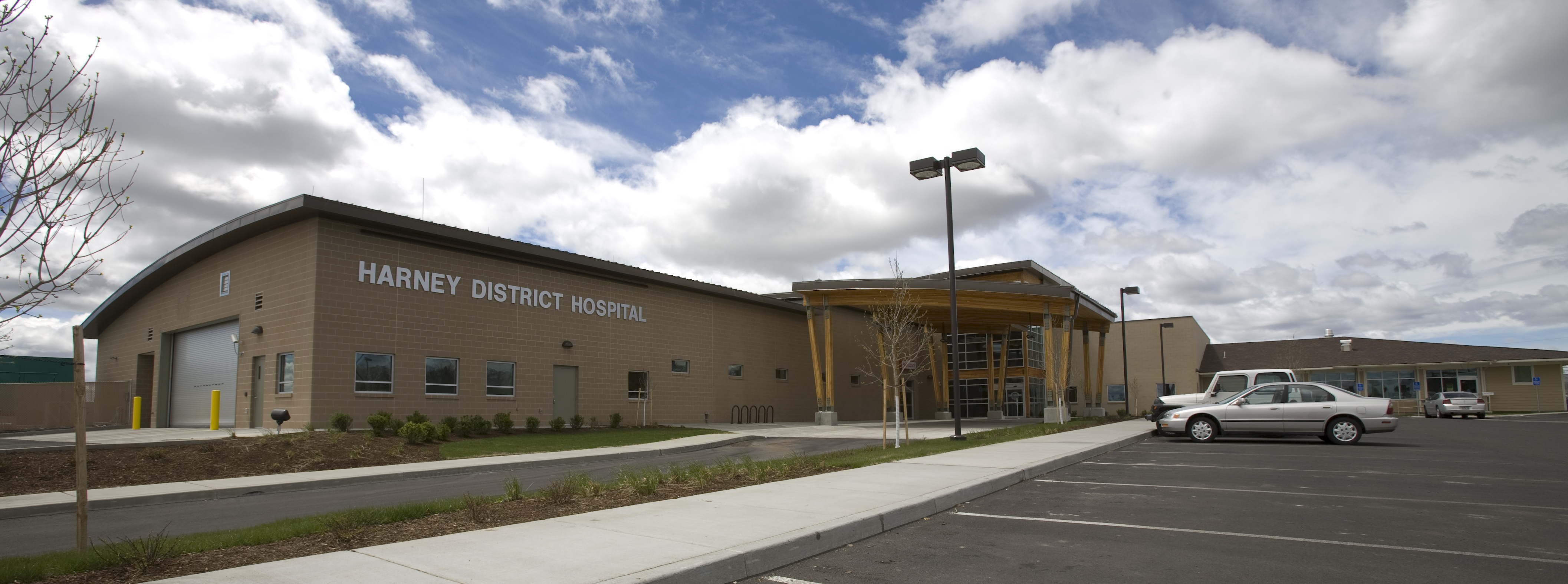
ハーニー地区病院

ハーニー地区病院が病床20床を設置し、総合医療、外科治療を提供している。家族ケアセンター、薬草治療センターも併設されている。アメリカ合衆国退役軍人省も診療所を設置しており、主に退役軍人に対して医療サービスを提供している。また、エアリンク・クリティカルケア・トランスポート、ライフ・フライト・ネットワークによって航空救急が提供されている。

## 著名な住人
- ケレン・クレメンス：アメリカンフットボール選手[45][46]
- ノーマ・パウラス：元オレゴン州官房長官[47]
- ロバート・スミス：元連邦下院議員[48]、オレゴン州下院議員[49]
- ジーン・ティムス：元オレゴン州上院議員